# Salatiel Carvalho
Salatiel Sousa Carvalho (Bacabal, 5 de abril de 1954 - Recife, 31 de agosto de 2023) foi um pastor, engenheiro e político brasileiro que exerceu o mandato de deputado federal constituinte em 1988. Filho de Paulo Belisário Carvalho e Alzira Sousa Carvalho, Salatiel nasceu em 5 de abril de 1954, em Bacabal, Maranhão.
E Faleceu em 31 de agosto de 2023, em Recife, Pernambuco.
 Em 1974, ingressou no curso de Engenharia Elétrica da Universidade Federal de Pernambuco, graduando-se quatro anos depois. Durante sua graduação, foi diretor do Educandário Evangélico Neusa Rodrigues, em Pernambuco. Em 1980, iniciou sua atuação como engenheiro pela Asa Engenharia Ltda., na cidade de Teresina. No ano seguinte, em 1981, tornou-se responsável técnico da empresa Engenharia, Comércio e Indústria Ltda., em Maceió. A carreira como engenheiro deu sequência entre 1982 e 1986, na Companhia de Eletricidade de Pernambuco (CELPE), onde exerceu o cargo de gerente regional de operações. Foi fundador da Rádio Maranata.

## Carreira política
Em 1986, filiou-se ao Partido da Frente Liberal (PFL) e logo candidatou-se a deputado federal constituinte por Pernambuco. Pastor e ainda com pouca experiência política, contou com o apoio da mulher do ex-governador Roberto Santos, também protestante, que o orientou na consolidação de suas bases eleitorais entre a população evangélica. Salatiel se popularizou durante a campanha quando participou do programa eleitoral gratuito, realizado na televisão e na rádio. Também chamou a atenção do comando de campanha da Frente Democrática, coligação formado pelo PFL e pelo Partido Democrático Social (PDS), que visava o apoio ao candidato José Múcio ao governo do estado e, consequentemente, contrário ao candidato do Partido do Movimento Democrático Brasileiro (PMDB), Miguel Arraes. Ainda assim, Miguel Arraes elege-se governador de Pernambuco, mas a exposição proporcionada pela campanha da Frente Democrática contribui para eleger Salatiel Sousa Carvalho como deputado federal.
Em 1987, quando eram instalados os trabalhos da Assembleia Nacional Constituinte, foi membro titular da Subcomissão dos Negros, Populações Indígenas, Pessoas Deficientes e Minorias, da Comissão de Ordem Social, e suplente da Subcomissão dos Municípios e das Regiões, da Comissão da Organização do Estado. Votou a favor do mandato de segurança coletivo, da jornada semanal de 40 horas, do aviso prévio proporcional, da unicidade sindical, da soberania popular, do voto facultativo aos 16 anos, do presidencialismo, da nacionalização do subsolo, da proibição do comércio de sangue, e do mandato de cinco anos para o presidente José Sarney. Votou contra a pena de morte, a limitação do direito de propriedade privada, o aborto, a estatização do sistema financeiro, a limitação dos encargos da dívida externa, a criação de um fundo de apoio à reforma agrária, a legalização do jogo do bicho e a estabilidade no emprego. Absteve-se de votar sobre a pluralidade sindical, o limite de 12% ao ano para os juros reais e anistia aos micro e pequenos empresários.
No dia 5 de outubro de 1988, com a promulgação da nova Constituição, assume o mandato ordinário na Câmara dos Deputados, como membro titular da Comissão Especial sobre Normas Gerais de Proteção à Infância e à Juventude e sobre o Estatuto da Criança e do Adolescente.
Em 1990, reelegeu-se deputado federal com 26.081 votos. Durante seu segundo mandato, foi vice-líder do PFL na Câmara e titular da Comissão de Relações Exteriores. Em 1992, transferiu-se para o Partido Trabalhista Renovador (PTR), onde seria titular da Comissão de Seguridade Social e Família, da Comissão de Defesa Nacional, e da comissão parlamentar de inquérito (CPI) sobre o extermínio de crianças e adolescentes. Ainda em 1992, votou a favor da abertura do processo de impeachment do Presidente da República, Fernando Collor de Mello.
No ano seguinte, em 1993, Salatiel voltou a transferir-se de partido, desta vez filiando-se ao Partido Progressista (PP). Assumiu o posto de vice-líder do PP na Câmara e tornou-se membro titular da Comissão de Defesa do Consumidor, Meio Ambiente e Minorias. Votou contra o projeto de lei que estabelecia o fim do voto obrigatório, e a favor da criação do Imposto Provisório sobre Movimentações Financeiras (IPMF).
Em 1995, assume seu terceiro mandato como deputado federal. Desta vez, filiado ao Partido Progressista Brasileiro (PPB), oriundo de uma fusão do Partido Progressista Reformador (PPR) com o PP, participou como membro titular da Comissão de Minas e Energia. Ainda no mesmo ano, durante as votações das emendas propostas pelo governo Fernando Henrique Cardoso, alinhou-se à bancada governista e votou a favor da quebra do monopólio da Petrobras na exploração de petróleo, do monopólio dos governos estaduais na distribuição de gás canalizado e do monopólio estatal das telecomunicações.
Com relação a votação para a prorrogação do FSE, rebatizado de Fundo de Estabilização Fiscal (FEF), agiu como porta-voz da chamada bancada evangélica ao negociar com o governo 29 votos para aprová-la no segundo turno. Em troca, exigiu a exclusão das penas citadas nos artigos 66 e 67 do projeto de lei originário do Senado, que limitava a poluição sonora para as manifestações religiosas, artísticas e de lazer. Em janeiro/fevereiro de 1997, esteve ausente às sessões da Câmara que aprovaram a emenda constitucional permitindo a reeleição para presidente da República, governadores e prefeitos. Manteve-se favorável as emendas apresentadas pelo Executivo para a reforma da previdência e administração pública: votou a favor do teto de 1.200 reais para aposentadorias no setor público, da exigência de idade mínima e tempo de contribuição para aposentadoria no setor privado e da quebra de estabilidade dos servidores da união, estados e municípios.
Em 1998, candidatou-se a reeleição na legenda do PPB e, mais uma vez, foi eleito. Atuou como titular das comissões de Constituição e Justiça e Redação e de Minas e Energia. Também foi presidente da Comissão de Defesa do Consumidor, Meio Ambiente e Minorias.
Em 2002, na legenda do PMDB, voltou a candidatar-se e, dessa vez, obteve suplência. Deixa a Câmara no fim da legislatura, em 2003, mas, logo, retorna. Devido a vaga aberta  pelo falecimento do Ricardo Fiúza (PMDB-PE), em 2005.
Em 2006, filiou-se, novamente, ao PFL e também cadidatou-se à reeleição. Obtendo, mais uma vez, a suplência, com 20.997 votos (0,5%). Deixou a Câmara em 2007 e ,no mesmo ano, participou da refundação do PFL, que passou a se chamar Democratas (DEM).
Em seguida, afastou-se da atividade política e, em 2012, deixou o partido.